# Nikola Pejic
Nikola Pejic (7 de abril de 1986) es un deportista australiano que compitió en judo. Ganó dos medallas de bronce en el Campeonato de Oceanía de Judo en los años 2010 y 2011.

## Palmarés internacional
| Campeonato de Oceanía | Campeonato de Oceanía | Campeonato de Oceanía | Campeonato de Oceanía |
| Año                   | Lugar                 | Medalla               | Categoría             |
| --------------------- | --------------------- | --------------------- | --------------------- |
| 2010                  | Canberra (Australia)  | Medalla de bronce     | –73 kg                |
| 2011                  | Papeete (Francia)     | Medalla de bronce     | –73 kg                |